# Nikica Klinčarski
Nikica Klinčarski (Berovo, 5 gennaio 1957) è un ex calciatore jugoslavo, macedone dal 1991, di ruolo difensore.

## Palmarès

### Club

#### Trofei Nazionali
- Campionato jugoslavo: 2

Partizan: 1978, 1983
- Kup Maršala Tita: 1

Partizan: 1989

#### Trofei Internazionali
- Coppa Mitropa: 1

Partizan: 1978

### Nazionale
- Campionato d'Europa Under-21: 1

1978